# Déborah Lukumuena
Déborah Lukumuena es el nombre de una actriz francesa, destacada por su interpretación en la película Divines en 2016.

## Biografía
Deborah Lukumuena creció en Epinay-sous-Sénart. Después de su graduación, obtuvo un título en letras. Después de tener la oportunidad de hacer una interpretación en la televisión, se detuvo al querer comenzar su trayectoria en la industria del cine gracias a su aparición en la película Divines de Houda Benyamina. Gracias a este papel, ella ganó en los Premios Lumiere junto a Oulaya Amamra. Además, fue nominada en los Premios César de 2017 como mejor actriz de reparto.

## Filmografía
- 2016 : Divines de Houda Benyamina : Maimouna

## Reconocimiento
- Carthage Film Festival a Mejor actriz por Divines (Ganadora), junto a Oulaya Amamra.
- Premio César a la mejor actriz secundaria por Divines (Ganadora).
- Premio Lumière a la mejor revelación femenina por Divines (Ganadora), junto a Oulaya Amamra.